# زاوية الناوية
قرية زاوية الناوية هي إحدى القرى التابعة لمركز ببا في محافظة بني سويف في جمهورية مصر العربية. حسب إحصاءات سنة 2006، بلغ إجمالي السكان في زاوية الناوية 10298 نسمة، منهم 5226 رجل و5072 امرأة.